# A Real Live Dead One
A Real Live Dead One, es el quinto álbum en directo de la banda Iron Maiden, lanzado el 22 de septiembre de 1998.
Se trata de dos álbumes distintos: A Real Live One y A Real Dead One, el segundo con canciones de la primera época (desde Iron Maiden hasta Powerslave) y el primero de los últimos años (desde Somewhere in Time hasta Fear of the Dark). 
Comparado con Live After Death, estos discos pierden mucha fuerza, principalmente por el trabajo de producción: las guitarras se escuchan con menos protagonismo, más de fondo y, el hecho de que se trate de grabaciones de distintos conciertos por Europa hace que de una canción a otra se note una gran diferencia de sonido, sobre todo en el griterío del público. Pese a esto, las canciones, analizadas por separado gozan de una muy buena ejecución, sobre todo la canción "Fear of the Dark", la cual puede que sea la canción más famosa de Iron Maiden en directo.

## Lista de canciones
Todas las canciones escritas y compuestas por Steve Harris, excepto donde se indica. 
| A Real Dead One |                           |                               |          |  |
| N.º             | Título                    | Escritor(es)                  | Duración |  |
| 1.              | «The Number of the Beast» |                               | 4:55     |  |
| 2.              | «The Trooper»             |                               | 3:55     |  |
| 3.              | «Prowler»                 |                               | 4:16     |  |
| 4.              | «Transylvania»            |                               | 4:26     |  |
| 5.              | «Remember Tomorrow»       | Paul Di'Anno, Harris          | 5:53     |  |
| 6.              | «Where Eagles Dare»       |                               | 4:49     |  |
| 7.              | «Sanctuary»               | Di'Anno, Harris, Dave Murray  | 4:53     |  |
| 8.              | «Running Free»            | Di'Anno, Harris               | 3:49     |  |
| 9.              | «Run to the Hills»        |                               | 3:58     |  |
| 10.             | «2 Minutes to Midnight»   | Bruce Dickinson, Adrian Smith | 5:37     |  |
| 11.             | «Iron Maiden»             |                               | 5:25     |  |
| 12.             | «Hallowed Be Thy Name»    |                               | 7:52     |  |

| A Real Live One |                                           |                                 |          |  |
| N.º             | Título                                    | Escritor(es)                    | Duración |  |
| 1.              | «Be Quick or Be Dead»                     | Bruce Dickinson, Janick Gers    | 3:17     |  |
| 2.              | «From Here to Eternity»                   |                                 | 4:20     |  |
| 3.              | «Can I Play with Madness»                 | Dickinson, Harris, Adrian Smith | 4:43     |  |
| 4.              | «Wasting Love»                            | Dickinson, Gers                 | 5:48     |  |
| 5.              | «Tailgunner»                              | Dickinson, Harris               | 4:10     |  |
| 6.              | «The Evil That Men Do»                    | Dickinson, Harris, Smith        | 5:26     |  |
| 7.              | «Afraid to Shoot Strangers»               |                                 | 6:48     |  |
| 8.              | «Bring Your Daughter... to the Slaughter» | Dickinson                       | 5:18     |  |
| 9.              | «Heaven Can Wait»                         |                                 | 7:29     |  |
| 10.             | «The Clairvoyant»                         |                                 | 4:30     |  |
| 11.             | «Fear of the Dark»                        |                                 | 7:11     |  |

| B'sides |                |                         |          |  |
| N.º     | Título         | Escritor(es)            | Duración |  |
| 1.      | «Wrathchild»   | Steve Harris            | 2:51     |  |
| 2.      | «Wasted Years» | Adrian Smith            | 4:44     |  |
| 3.      | «Hooks In You» | Dickinson, Adrian Smith | 3:43     |  |

Para este nuevo directo hicimos voluntariamente todo lo contrario a Live After Death. Yo quería particularmente que el público estuviera muy presente y que no se tratara de uno o dos conciertos, sino de una reunión de temas grabados un poco en todas partes. Esto permitía a numerosos fans decir "¡yo estuve allí!" Fue una verdadera pesadilla para montarlo, había kilómetros de cinta a escuchar y todos los arreglos eran cada vez diferentes. Las piezas grabadas en la gira francesa tenían un ambiente increíble, pero en otros países la atmósfera parecía mucho más tranquila. Personalmente encuentro el resultado más que satisfactorio. Ciertas canciones me provocan muchos más escalofríos en éste álbum que en sus versiones de estudio.
Comentario de Steve Harris

## Miembros
- Steve Harris - bajista
- Bruce Dickinson - vocalista.
- Dave Murray - guitarrista
- Janick Gers - guitarrista
- Nicko McBrain - baterista